# Serie A1 1984-1985 (hockey su pista)
La Serie A1 1984-1985 è stata la 62ª edizione (la 36ª a girone unico) del torneo di primo livello del campionato italiano di hockey su pista. La competizione ha avuto inizio il 6 ottobre 1984 e si è conclusa il 18 giugno 1985.
Lo scudetto è stato conquistato dal Novara per la ventunesima volta nella sua storia.

## Stagione

### Novità
La stagione 1984-1985 la massima categoria vide ai nastri di partenza quattordici club. Al torneo hanno partecipato:
Amatori Lodi, Amatori Vercelli, Bassano, Castiglione, Follonica, Atl. Forte dei Marmi, Monza, Novara, Pordenone, Reggiana, Roller Monza; al posto delle retrocesse Amatori Modena, Seregno e Trissino hanno partecipato le neoprommosse AFP Giovinazzo, Marzotto Valdagno e Sporting Viareggio.

### Formula
La manifestazione fu organizzata in due fasi. La prima fase vide la disputa di un girone all'italiana, con gare di andata e ritorno per un totale di 26 giornate: furono assegnati 2 punti per l'incontro vinto e un punto a testa per l'incontro pareggiato, mentre non ne venne attribuito alcuno per la sconfitta. Al termine della prima fase le prime otto squadre classificate si qualificarono per i play-off scudetto unitamente ai primi tre club di Serie A2; le squadre classificate dal 12º e al 14º posto furono retrocesse in Serie A2 nella stagione successiva.

### Avvenimenti

Luciano Ubezio, presidente dell'Hockey Novara durante gli anni '80 e '90.

La stagione 1984-1985 iniziava nel segno del Novara che aveva prelevato dal Monza il bomber Marzella.
Al termine del girone d'andata infatti i piemontesi furono campioni d'inverno seguiti dalla coppia formata dai campioni in carica dell'Amatori Vercelli e dal Bassano. Il Monza invece stentava al nono posto della graduatoria. Al termine della prima fase Novara riuscì a concludere al primo posto in classifica in compagnia del sorprendente Atletico Forte dei Marmi.
Al terzo giunse il Bassano seguito dal Monza in netta ripresa; l'Amatori Vercelli arrivò solo quinto. Centrarono i play-off anche il Pordenone, l'Amatori Lodi e il Castiglione. Retrocedettero in Serie A2 dopo una sola stagione tutte le neopromosse (AFP Gioninazzo, Marzotto Valdagno e Sporting Viareggio).

Dopo il primo turno dei play-off si formarono i seguenti accoppiamenti per i quarti di finale: Novara-Castiglione, Monza-Amatori Vercelli, Bassano-Pordenone e Atletico Forte dei Marmi-Amatori Lodi. Il Novara ebbe la meglio in due gare sui toscani del Castiglione; stesso risultato per l'Atletico Forte dei Marmi e per il Monza che nelle riedizione della passata finale scudetto eliminò i campioni in carica. Il Bassano invece per avere la meglio sui friulani del Pordenone dovette disputare tre gare dopo aver perso la prima partita in casa per 7 a 6.
La semifinale tra Novara e il Monza rispettò i pronostici che vedeva favoriti i piemontesi che in due gare infatti eliminarono i brianzoli. Nell'altra semifinale il Bassano invece, inaspettatamente, sconfisse l'Atletico Forte dei Marmi ancora alla terza e si qualificò alla finale scudetto.

L'atto conclusivo del campionato però fu favorevole al Novara che vinse entrambe e gare e si laureò per la ventunesima volta nella sua storia campione d'Italia.

## Squadre partecipanti
| Club                 | Stag.    | Città                          | Impianto                              | Stagione precedente               |
| -------------------- | -------- | ------------------------------ | ------------------------------------- | --------------------------------- |
| AFP Giovinazzo       | dettagli | Giovinazzo (BA)                | PalaPansini                           | 1º in Serie A2, promosso          |
| Amatori Lodi         | dettagli | Lodi (MI)                      | PalaCastellotti                       | 5º in Serie A1                    |
| Amatori Vercelli     | dettagli | Vercelli                       | PalaIsola                             | 2º in Serie A1, campione d'Italia |
| Atl. Forte dei Marmi | dettagli | Forte dei Marmi (LU)           | PalaForte                             | 9º in Serie A1                    |
| Bassano              | dettagli | Bassano del Grappa (VI)        | Centro Giovanile                      | 11º in Serie A1                   |
| Castiglione          | dettagli | Castiglione della Pescaia (GR) | Pala Casa Mora                        | 6º in Serie A1                    |
| Follonica            | dettagli | Follonica (GR)                 | Pista Armeni                          | 10º in Serie A1                   |
| Marzotto Valdagno    | dettagli | Valdagno (VI)                  | Palasport di Valdagno                 | 2º in Serie A2, promosso          |
| Monza                | dettagli | Monza (MI)                     | PalaBeretta di Biassono (MI)          | 1º in Serie A1                    |
| Novara               | dettagli | Novara                         | Palasport di Novara                   | 3º in Serie A1                    |
| Pordenone            | dettagli | Pordenone                      | PalaMarmi                             | 4º in Serie A1                    |
| Reggiana             | dettagli | Reggio nell'Emilia             | PalaFanticini                         | 7º in Serie A1                    |
| Roller Monza         | dettagli | Monza (MI)                     | Palazzetto Paolo VI di Brugherio (MI) | 8º in Serie A1                    |
| Sporting Viareggio   | dettagli | Viareggio (LU)                 | Palazzo dello Sport                   | 3º in Serie A2, promosso          |

### Allenatori e primatisti
Fonti per allenatori e marcatori:
| Squadra              | Allenatore                                                    | Cannoniere (Miglior marcatore nella stagione regolare) |
| -------------------- | ------------------------------------------------------------- | ------------------------------------------------------ |
| AFP Giovinazzo       | Francesco Frasca                                              | Antonio Frasca, Pietro Turturro (29)                   |
| Amatori Lodi         | Rinaldo Uggeri                                                | Aldo Belli (39)                                        |
| Amatori Vercelli     | Santos Fortunato Alvarez (fino 13ª), Alfredo Tarchetti        | Franco Girardelli (32)                                 |
| Atl. Forte dei Marmi | Walter Luisi                                                  | Carlos Moreta (45)                                     |
| Bassano              | António Livramento                                            | Fernando Luis Dubois Nunes (48)                        |
| Castiglione          | Roberto Cozzi (fino 14ª), Gallen                              | José Antonio Martinazzo (32)                           |
| Follonica            | Fulvio Aloisi                                                 | Angelo Maldonado, Alexandre Serra (16)                 |
| Marzotto Valdagno    | Luigi De Gerone                                               | Roberto Pretto (22)                                    |
| Monza                | Sergio Franchi (fino 11ª), Mario Agüero                       | Alessandro Barsi (20)                                  |
| Novara               | Beniamino Battistella                                         | Giuseppe Marzella (61)                                 |
| Pordenone            | Fulvio Silvani                                                | Pablo Cairo (38)                                       |
| Reggiana             | Claudio Brezigar (fino 8ª), Bertani (fino 16ª), Jorge Vicente | Jorge Da Costa (28)                                    |
| Roller Monza         | Giovanni Innocenti (fino 1ª), poi Marino Severgnini           | Josep Giralt Ciurana (29) e Umberto Meroni (29)        |
| Sporting Viareggio   | Attilio Polloni                                               | Francesco Volpi (15)                                   |

## Classifica finale
Classifica compilata esclusivamente con dati LNHP-FIHP
|       | Pos. | Squadra              | Pt | G  | V  | N | P  | GF  | GS  | DR   |
| ----- | ---- | -------------------- | -- | -- | -- | - | -- | --- | --- | ---- |
|       | 1.   | Novara               | 39 | 26 | 18 | 3 | 5  | 155 | 97  | +58  |
|       | 2.   | Atl. Forte dei Marmi | 39 | 26 | 18 | 3 | 5  | 109 | 68  | +41  |
|       | 3.   | Bassano              | 35 | 26 | 15 | 5 | 6  | 160 | 110 | +50  |
|       | 4.   | Monza                | 33 | 26 | 13 | 7 | 6  | 91  | 68  | +23  |
|       | 5.   | Amatori Vercelli     | 32 | 26 | 13 | 6 | 7  | 101 | 68  | +29  |
| [ 8 ] | 6.   | Pordenone            | 31 | 26 | 13 | 5 | 8  | 101 | 85  | +16  |
|       | 7.   | Amatori Lodi         | 25 | 26 | 10 | 5 | 11 | 101 | 111 | -10  |
|       | 8.   | Castiglione          | 25 | 26 | 10 | 5 | 11 | 96  | 85  | +11  |
|       | 9.   | Roller Monza         | 24 | 26 | 10 | 4 | 12 | 98  | 103 | +5   |
|       | 10.  | Follonica            | 24 | 26 | 10 | 4 | 12 | 69  | 93  | -24  |
|       | 11.  | Reggiana             | 21 | 26 | 8  | 5 | 13 | 85  | 99  | -14  |
|       | 12.  | AFP Giovinazzo       | 17 | 26 | 6  | 5 | 15 | 83  | 114 | -31  |
|       | 13.  | Marzotto Valdagno    | 13 | 26 | 3  | 7 | 16 | 72  | 110 | -38  |
|       | 14.  | Sporting Viareggio   | 6  | 26 | 2  | 2 | 22 | 64  | 174 | -110 |

Legenda:
  Partecipa ai play-off scudetto.
  Vincitore della Coppa Italia 1984-1985.
      Campione d'Italia e ammessa alla Coppa dei Campioni 1985-1986.
      Ammessa alla Coppa delle Coppe 1985-1986.
      Ammesse alla Coppa CERS 1985-1986.
      Retrocesse in Serie A2 1985-1986.
Note:
Due punti a vittoria, uno a pareggio, zero a sconfitta.
In caso di arrivo di due o più squadre a pari punti, la graduatoria finale verrà stilata secondo la classifica avulsa tra le squadre interessate che prevede, in ordine, i seguenti criteri:
- Punti negli scontri diretti
- Differenza reti negli scontri diretti
- Differenza reti generale
- Reti realizzate in generale
- Sorteggio

Il Novara prevale sul Forte dei Marmi in virtù della migliore differenza reti negli scontri diretti.
L'Amatori Lodi prevale sul Castiglione in virtù della migliore classifica avulsa negli scontri diretti.
Il Roller Monza prevale sul Follonica in virtù della migliore classifica avulsa negli scontri diretti.

## Stagione regolare

### Tabellone
Compilato esclusivamente con risultati omologati dalla FIHP.
| 1984-1985          | AfpG | AmLo | AmVc | AtFM | Bass | Cast | Foll | MarV | Monz | Nova | Pord | Regg | Roll | SpVi |
| ------------------ | ---- | ---- | ---- | ---- | ---- | ---- | ---- | ---- | ---- | ---- | ---- | ---- | ---- | ---- |
| AFP Giovinazzo     | –––– | 5-3  | 3-3  | 2-6  | 3-4  | 2-2  | 3-5  | 3-2  | 5-2  | 3-3  | 2-2  | 1-2  | 0-2  | 8-6  |
| Amatori Lodi       | 7-5  | –––– | 8-3  | 3-7  | 4-6  | 5-4  | 9-3  | 9-8  | 2-2  | 5-1  | 2-9  | 4-3  | 3-2  | 5-2  |
| Amatori Vercelli   | 3-4  | 2-1  | –––– | 6-0  | 4-1  | 5-2  | 9-2  | 2-1  | 5-5  | 1-4  | 5-1  | 8-3  | 6-7  | 9-1  |
| Atl.Forte Marmi    | 6-1  | 3-0  | 2-1  | –––– | 5-4  | 7-2  | 5-1  | 8-1  | 5-0  | 0-5  | 3-3  | 3-0  | 3-3  | 4-0  |
| Bassano            | 13-6 | 9-7  | 4-4  | 9-3  | –––– | 7-1  | 4-2  | 6-4  | 4-3  | 6-6  | 3-3  | 7-5  | 10-3 | 19-4 |
| Castiglione        | 7-5  | 4-4  | 4-1  | 1-3  | 8-4  | –––– | 9-2  | 1-1  | 3-3  | 2-2  | 3-2  | 7-4  | 4-1  | 7-1  |
| Follonica          | 6-4  | 2-3  | 1-5  | 2-2  | 4-4  | 1-0  | –––– | 7-4  | 1-3  | 3-2  | 4-2  | 2-0  | 0-2  | 3-2  |
| Marzotto Valdagno  | 0-0  | 4-4  | 0-0  | 4-10 | 1-7  | 5-0  | 0-1  | –––– | 3-3  | 2-7  | 3-4  | 3-3  | 1-6  | 8-3  |
| Monza              | 7-2  | 3-1  | 2-2  | 6-2  | 6-2  | 4-1  | 2-1  | 3-3  | –––– | 3-5  | 3-1  | 7-3  | 4-3  | 2-1  |
| Novara             | 5-4  | 10-3 | 4-8  | 3-6  | 3-2  | 10-5 | 7-5  | 6-5  | 4-2  | –––– | 10-4 | 9-4  | 7-3  | 13-5 |
| Pordenone          | 5-3  | 2-2  | 3-1  | 6-2  | 4-8  | 3-2  | 3-1  | 6-2  | 1-1  | 7-5  | –––– | 5-3  | 6-3  | 9-1  |
| Reggiana           | 5-2  | 3-3  | 1-1  | 2-4  | 3-3  | 3-2  | 3-4  | 7-3  | 4-1  | 3-9  | 2-0  | –––– | 8-3  | 8-4  |
| Roller Monza       | 5-2  | 6-2  | 2-4  | 2-7  | 9-5  | 0-8  | 4-4  | 2-1  | 2-4  | 2-6  | 8-3  | 1-1  | –––– | 13-0 |
| Sporting Viareggio | 3-5  | 3-2  | 2-3  | 1-3  | 5-9  | 0-7  | 2-2  | 2-3  | 2-10 | 4-9  | 3-7  | 3-2  | 4-4  | –––– |

### Risultati
| Andata (1ª) | Andata (1ª) | Prima giornata                  | Ritorno (14ª) | Ritorno (14ª) |
|             |             |                                 |               |               |
| 6 ott.      | 5-2         | Amatori Lodi-Sporting Viareggio | 2-3           | 5 gen.        |
| 6 ott.      | 3-4         | Amatori Vercelli-AFP Giovinazzo | 3-3           | 5 gen.        |
| 6 ott.      | 3-0         | Atl.Forte dei Marmi-Reggiana    | 4-2           | 5 gen.        |
| 6 ott.      | 4-2         | Bassano-Follonica               | 4-4           | 5 gen.        |
| 6 ott.      | 3-2         | Castiglione-Pordenone           | 2-3           | 5 gen.        |
| 6 ott.      | 3-3         | Monza-Marzotto Valdagno         | 3-3           | 5 gen.        |
| 6 ott.      | 7-3         | Novara-Roller Monza             | 6-2           | 5 gen.        |

| Andata (2ª) | Andata (2ª) | Seconda giornata                   | Ritorno (15ª) | Ritorno (15ª) |
|             |             |                                    |               |               |
| 13 ott.     | 5-2         | AFP Giovinazzo-Monza               | 2-7           | 12 gen.       |
| 13 ott.     | 2-3         | Follonica-Amatori Lodi             | 3-9           | 12 gen.       |
| 13 ott.     | 0-0         | Marzotto Valdagno-Amatori Vercelli | 1-2           | 12 gen.       |
| 13 ott.     | 6-2         | Pordenone-Atl.Forte dei Marmi      | 3-3           | 12 gen.       |
| 13 ott.     | 3-3         | Reggiana-Bassano                   | 5-7           | 12 gen.       |
| 13 ott.     | 0-5         | Roller Monza-Castiglione           | 1-4           | 12 gen.       |
| 13 ott.     | 4-9         | Sporting Viareggio-Novara          | 5-13          | 12 gen.       |

| Andata (3ª) | Andata (3ª) | Terza giornata                        | Ritorno (16ª) | Ritorno (16ª) |
|             |             |                                       |               |               |
| 20 ott.     | 3-2         | Amatori Lodi-Roller Monza             | 2-6           | 19 gen.       |
| 20 ott.     | 9-1         | Amatori Vercelli-Sporting Viareggio   | 3-2           | 19 gen.       |
| 20 ott.     | 8-1         | Atl.Forte dei Marmi-Marzotto Valdagno | 10-4          | 19 gen.       |
| 20 ott.     | 3-3         | Bassano-Pordenone                     | 8-4           | 19 gen.       |
| 20 ott.     | 7-4         | Castiglione-Reggiana                  | 2-3           | 19 gen.       |
| 20 ott.     | 2-1         | Monza-Follonica                       | 3-1           | 19 gen.       |
| 20 ott.     | 5-4         | Novara-AFP Giovinazzo                 | 3-3           | 19 gen.       |

| Andata (4ª) | Andata (4ª) | Quarta giornata                    | Ritorno (17ª) | Ritorno (17ª) |
|             |             |                                    |               |               |
| 27 ott.     | 2-6         | AFP Giovinazzo-Atl.Forte dei Marmi | 1-6           | 26 gen.       |
| 27 ott.     | 1-5         | Follonica-Amatori Vercelli         | 2-9           | 26 gen.       |
| 27 ott.     | 1-7         | Marzotto Valdagno-Bassano          | 4-6           | 26 gen.       |
| 27 ott.     | 2-2         | Pordenone-Amatori Lodi             | 9-2           | 26 gen.       |
| 27 ott.     | 3-9         | Reggiana-Novara                    | 4-9           | 26 gen.       |
| 27 ott.     | 2-4         | Roller Monza-Monza                 | 3-4           | 26 gen.       |
| 27 ott.     | 0-7         | Sporting Viareggio-Castiglione     | 1-7           | 26 gen.       |

| Andata (5ª) | Andata (5ª) | Quinta giornata               | Ritorno (18ª) | Ritorno (18ª) |
|             |             |                               |               |               |
| 3 nov.      | 7-5         | Amatori Lodi-AFP Giovinazzo   | 3-5           | 2 feb.        |
| 3 nov.      | 5-1         | Amatori Vercelli-Pordenone    | 1-3           | 2 feb.        |
| 3 nov.      | 5-0         | Atl.Forte dei Marmi-Monza     | 2-6           | 2 feb.        |
| 3 nov.      | 19-4        | Bassano-Sporting Viareggio    | 9-5           | 2 feb.        |
| 3 nov.      | 1-1         | Castiglione-Marzotto Valdagno | 0-5           | 2 feb.        |
| 3 nov.      | 7-5         | Novara-Follonica              | 2-3           | 2 feb.        |
| 3 nov.      | 1-1         | Roller Monza-Reggiana         | 3-8           | 2 feb.        |

| Andata (6ª) | Andata (6ª) | Sesta giornata                         | Ritorno (19ª) | Ritorno (19ª) |
|             |             |                                        |               |               |
| 10 nov.     | 2-2         | AFP Giovinazzo-Castiglione             | 5-7           | 9 feb.        |
| 10 nov.     | 6-6         | Bassano-Novara                         | 2-3           | 9 feb.        |
| 10 nov.     | 7-4         | Follonica-Marzotto Valdagno            | 1-0           | 9 feb.        |
| 10 nov.     | 2-2         | Monza-Amatori Vercelli                 | 5-5           | 9 feb.        |
| 10 nov.     | 6-3         | Pordenone-Roller Monza                 | 3-8           | 9 feb.        |
| 10 nov.     | 3-3         | Reggiana-Amatori Lodi                  | 3-4           | 9 feb.        |
| 10 nov.     | 1-3         | Sporting Viareggio-Atl.Forte dei Marmi | 0-4           | 9 feb.        |

| Andata (7ª) | Andata (7ª) | Settima giornata                | Ritorno (20ª) | Ritorno (20ª) |
|             |             |                                 |               |               |
| 17 nov.     | 1-2         | AFP Giovinazzo-Reggiana         | 2-5           | 16 feb.       |
| 17 nov.     | 2-2         | Amatori Lodi-Monza              | 1-3           | 16 feb.       |
| 17 nov.     | 5-1         | Atl.Forte dei Marmi-Follonica   | 2-2           | 16 feb.       |
| 17 nov.     | 8-4         | Castiglione-Bassano             | 1-7           | 16 feb.       |
| 17 nov.     | 1-4         | Marzotto Valdagno-Pordenone     | 2-6           | 16 feb.       |
| 17 nov.     | 4-8         | Novara-Amatori Vercelli         | 4-1           | 16 feb.       |
| 17 nov.     | 13-0        | Roller Monza-Sporting Viareggio | 4-4           | 16 feb.       |

| Andata (8ª) | Andata (8ª) | Ottava giornata                  | Ritorno (21ª) | Ritorno (21ª) |
|             |             |                                  |               |               |
| 24 nov.     | 3-7         | Amatori Lodi-Atl.Forte dei Marmi | 0-3           | 23 feb.       |
| 24 nov.     | 5-2         | Amatori Vercelli-Castiglione     | 1-4           | 23 feb.       |
| 24 nov.     | 10-3        | Bassano-Roller Monza             | 5-9           | 23 feb.       |
| 24 nov.     | 6-4         | Follonica-AFP Giovinazzo         | 5-3           | 23 feb.       |
| 24 nov.     | 3-1         | Monza-Pordenone                  | 1-1           | 23 feb.       |
| 24 nov.     | 6-5         | Novara-Marzotto Valdagno         | 7-2           | 23 feb.       |
| 24 nov.     | 3-2         | Sporting Viareggio-Reggiana      | 4-8           | 23 feb.       |

| Andata (9ª) | Andata (9ª) | Nona giornata                  | Ritorno (22ª) | Ritorno (22ª) |
|             |             |                                |               |               |
| 1º dic.     | 4-1         | Amatori Vercelli-Bassano       | 4-4           | 2 mar.        |
| 1º dic.     | 0-5         | Atl.Forte dei Marmi-Novara     | 6-3           | 2 mar.        |
| 1º dic.     | 1-0         | Follonica-Castiglione          | 2-9           | 2 mar.        |
| 1º dic.     | 4-4         | Marzotto Valdagno-Amatori Lodi | 8-9           | 2 mar.        |
| 1º dic.     | 9-1         | Pordenone-Sporting Viareggio   | 7-3           | 2 mar.        |
| 1º dic.     | 4-1         | Reggiana-Monza                 | 3-7           | 2 mar.        |
| 1º dic.     | 5-2         | Roller Monza-AFP Giovinazzo    | 2-0           | 2 mar.        |

| Andata (10ª) | Andata (10ª) | Decima giornata                  | Ritorno (23ª) | Ritorno (23ª) |
|              |              |                                  |               |               |
| 12 dic.      | 3-2          | AFP Giovinazzo-Marzotto Valdagno | 0-0           | 9 mar.        |
| 12 dic.      | 9-3          | Bassano-Atl.Forte dei Marmi      | 4-5           | 9 mar.        |
| 12 dic.      | 3-3          | Castiglione-Monza                | 1-4           | 9 mar.        |
| 12 dic.      | 10-3         | Novara-Amatori Lodi              | 1-5           | 9 mar.        |
| 12 dic.      | 5-3          | Pordenone-Reggiana               | 0-2           | 9 mar.        |
| 12 dic.      | 2-4          | Roller Monza-Amatori Vercelli    | 7-6           | 9 mar.        |
| 12 dic.      | 2-2          | Sporting Viareggio-Follonica     | 2-3           | 9 mar.        |

| Andata (11ª) | Andata (11ª) | Undicesima giornata                  | Ritorno (24ª) | Ritorno (24ª) |
|              |              |                                      |               |               |
| 15 dic.      | 2-2          | AFP Giovinazzo-Pordenone             | 3-5           | 16 mar.       |
| 15 dic.      | 4-6          | Amatori Lodi-Bassano                 | 7-9           | 16 mar.       |
| 15 dic.      | 7-2          | Atl.Forte dei Marmi-Castiglione      | 3-1           | 16 mar.       |
| 15 dic.      | 0-2          | Follonica-Roller Monza               | 4-4           | 16 mar.       |
| 15 dic.      | 8-3          | Marzotto Valdagno-Sporting Viareggio | 3-2           | 16 mar.       |
| 15 dic.      | 3-5          | Monza-Novara                         | 2-4           | 16 mar.       |
| 15 dic.      | 1-1          | Reggiana-Amatori Vercelli            | 3-8           | 16 mar.       |

| Andata (12ª) | Andata (12ª) | Dodicesima giornata                  | Ritorno (25ª) | Ritorno (25ª) |
|              |              |                                      |               |               |
| 22 dic.      | 6-0          | Amatori Vercelli-Atl.Forte dei Marmi | 1-2           | 23 mar.       |
| 22 dic.      | 4-3          | Bassano-Monza                        | 2-6           | 23 mar.       |
| 22 dic.      | 4-4          | Castiglione-Amatori Lodi             | 4-5           | 23 mar.       |
| 22 dic.      | 7-5          | Pordenone-Novara                     | 4-10          | 23 mar.       |
| 22 dic.      | 3-4          | Reggiana-Follonica                   | 0-2           | 23 mar.       |
| 22 dic.      | 2-1          | Roller Monza-Marzotto Valdagno       | 6-1           | 23 mar.       |
| 22 dic.      | 3-5          | Sporting Viareggio-AFP Giovinazzo    | 6-8           | 23 mar.       |

| \| Andata (13ª) \| Andata (13ª) \| Tredicesima giornata \| Ritorno (26ª) \| Ritorno (26ª) \| \| \| \| \| \| \| \| 29 dic. \| 3-4 \| AFP Giovinazzo-Bassano \| 6-13 \| 30 mar. \| \| 29 dic. \| 8-3 \| Amatori Lodi-Amatori Vercelli \| 1-2 \| 30 mar. \| \| 29 dic. \| 3-3 \| Atl.Forte dei Marmi-Roller Monza \| 7-2 \| 30 mar. \| \| 29 dic. \| 4-2 \| Follonica-Pordenone \| 1-3 \| 30 mar. \| \| 29 dic. \| 3-3 \| Marzotto Valdagno-Reggiana \| 3-7 \| 30 mar. \| \| 29 dic. \| 10-5 \| Novara-Castiglione \| 2-2 \| 30 mar. \| \| 9 gen. \| 2-1 \| [15]Monza-Sporting Viareggio \| 10-2 \| 30 mar. \| |              |                                  |               |               |
| Andata (13ª) | Andata (13ª) | Tredicesima giornata             | Ritorno (26ª) | Ritorno (26ª) |
| |              |                                  |               |               |
| 29 dic. | 3-4          | AFP Giovinazzo-Bassano           | 6-13          | 30 mar.       |
| 29 dic. | 8-3          | Amatori Lodi-Amatori Vercelli    | 1-2           | 30 mar.       |
| 29 dic. | 3-3          | Atl.Forte dei Marmi-Roller Monza | 7-2           | 30 mar.       |
| 29 dic. | 4-2          | Follonica-Pordenone              | 1-3           | 30 mar.       |
| 29 dic. | 3-3          | Marzotto Valdagno-Reggiana       | 3-7           | 30 mar.       |
| 29 dic. | 10-5         | Novara-Castiglione               | 2-2           | 30 mar.       |
| 9 gen. | 2-1          | Monza-Sporting Viareggio         | 10-2          | 30 mar.       |

## Play-off scudetto

### Tabellone
|  | Ottavi di finale | Ottavi di finale | Ottavi di finale | Ottavi di finale | Ottavi di finale |  |  | Quarti di finale | Quarti di finale     | Quarti di finale     | Quarti di finale     | Quarti di finale |   |   | Semifinali | Semifinali | Semifinali | Semifinali | Semifinali |   |   | Finale | Finale | Finale | Finale | Finale |  |
|  |                  |                  |                  |                  |                  |  |  |                  |                      |                      |                      |                  |   |   |            |            |            |            |            |   |   |        |        |        |        |        |  |
|  |                  |                  |                  |                  |                  |  |  | 1                | Novara               | Novara               | 5                    | 3                |   |   |            |            |            |            |            |   |   |        |        |        |        |        |  |
|  | 1A2              | Amatori Modena   | Amatori Modena   | 2                | 2                |  |  |                  | Castiglione          | Castiglione          | 4                    | 2                |   |   |            |            |            |            |            |   |   |        |        |        |        |        |  |
|  | 8                | Castiglione      | Castiglione      | 5                | 4                |  |  |                  |                      |                      |                      |                  |   |   | Novara     | Novara     | Novara     | 6          | 5          |   |   |        |        |        |        |        |  |
|  |                  |                  |                  |                  |                  |  |  |                  |                      | Monza                | Monza                | Monza            | 2 | 4 |            |            |            |            |            |   |   |        |        |        |        |        |  |
|  |                  |                  |                  |                  |                  |  |  | 4                | Monza                | Monza                | 3                    | 5                |   |   |            |            |            |            |            |   |   |        |        |        |        |        |  |
|  |                  |                  |                  |                  |                  |  |  | 5                | Amatori Vercelli     | Amatori Vercelli     | 2                    | 4                |   |   |            |            |            |            |            |   |   |        |        |        |        |        |  |
|  |                  |                  |                  |                  |                  |  |  |                  |                      |                      |                      |                  |   |   | Novara     | Novara     | Novara     | 11         | 4          |   |   |        |        |        |        |        |  |
|  | 3A2              | CGC Viareggio    | CGC Viareggio    | 5                | 3                |  |  |                  |                      |                      |                      |                  |   |   |            |            | Bassano    | Bassano    | Bassano    | 7 | 3 |        |        |        |        |        |  |
|  | 6                | Pordenone        | Pordenone        | 6                | 6                |  |  |                  | Pordenone            | 7                    | 3                    | 7                |   |   |            |            |            |            |            |   |   |        |        |        |        |        |  |
|  |                  |                  |                  |                  |                  |  |  | 3                | Bassano              | 6                    | 5                    | 10               |   |   |            |            |            |            |            |   |   |        |        |        |        |        |  |
|  |                  |                  |                  |                  |                  |  |  |                  |                      |                      |                      |                  |   |   | Bassano    | Bassano    | 4          | 6          | 8          |   |   |        |        |        |        |        |  |
|  | 2A2              | Trissino         | Trissino         | 0                | 1                |  |  |                  |                      | Atl. Forte dei Marmi | Atl. Forte dei Marmi | 11               | 4 | 4 |            |            |            |            |            |   |   |        |        |        |        |        |  |
|  | 7                | Amatori Lodi     | Amatori Lodi     | 2                | 4                |  |  |                  | Amatori Lodi         | Amatori Lodi         | 2                    | 1                |   |   |            |            |            |            |            |   |   |        |        |        |        |        |  |
|  |                  |                  |                  |                  |                  |  |  | 2                | Atl. Forte dei Marmi | Atl. Forte dei Marmi | 3                    | 4                |   |   |            |            |            |            |            |   |   |        |        |        |        |        |  |

### Primo turno
(6) Pordenone vs. (3A2) CGC Viareggio
| Viareggio 8 maggio 1985 Gara 1 | CGC Viareggio | 5 – 6 | Pordenone | Palazzo dello Sport |

| Pordenone 11 maggio 1985 Gara 2 | Pordenone | 6 – 3 | CGC Viareggio | PalaMarmi |

(7) Amatori Lodi vs. (2A2) Trissino
| Trissino 8 maggio 1985 Gara 1 | Trissino | 0 – 2 | Amatori Lodi | Palasport di Trissino |

| Lodi 11 maggio 1985 Gara 2 | Amatori Lodi | 4 – 1 | Trissino | PalaCastellotti |

(8) Castiglione vs. (1A2) Amatori Modena
| Modena 8 maggio 1985 Gara 1 | Amatori Modena | 2 – 5 | Castiglione | PalaMolza |

| Castiglione della Pescaia 11 maggio 1985 Gara 2 | Castiglione | 4 – 2 | Amatori Modena | Pala Casa Mora |

### Quarti di finale
(1) Novara vs. (8) Castiglione
| Novara 15 maggio 1985 Gara 1 | Novara | 5 – 4 | Castiglione | Palasport di Novara |

| Castiglione della Pescaia 22 maggio 1985 Gara 2 | Castiglione | 2 – 3 | Novara | Pala Casa Mora |

(2) Forte dei Marmi vs. (7) Amatori Lodi
| Forte dei Marmi 15 maggio 1985 Gara 1 | Atl. Forte dei Marmi | 3 – 2 | Amatori Lodi | PalaForte |

| Lodi 22 maggio 1985 Gara 2 | Amatori Lodi | 1 – 4 | Atl. Forte dei Marmi | PalaCastellotti |

(3) Bassano 1954 vs. (6) Pordenone
| Bassano del Grappa 15 maggio 1985 Gara 1 | Bassano | 6 – 7 | Pordenone | PalaDolfin |

| Pordenone 22 maggio 1985 Gara 2 | Pordenone | 3 – 5 | Bassano | PalaMarmi |

| Bassano del Grappa 25 maggio 1985 Gara 3 | Bassano | 10 – 7 | Pordenone | PalaDolfin |

(4) Monza vs. (5) Amatori Vercelli
| Biassono 15 maggio 1985 Gara 1 | Monza | 3 – 2 | Amatori Vercelli | PalaBeretta |

| Vercelli 22 maggio 1985 Gara 2 | Amatori Vercelli | 4 – 5 | Monza | PalaIsola |

### Semifinali
(1) Novara vs. (4) Monza
| Novara 28 maggio 1985 Gara 1 | Novara | 6 – 2 | Monza | Palasport di Novara |

| Biassono 4 giugno 1985 Gara 2 | Monza | 4 – 5 | Novara | PalaBeretta |

(2) Forte dei Marmi vs. (3) Bassano 1954
| Forte dei Marmi 28 maggio 1985 Gara 1 | Forte dei Marmi | 11 – 4 | Bassano | PalaForte |

| Bassano del Grappa 4 giugno 1985 Gara 2 | Bassano | 6 – 4 | Forte dei Marmi | PalaDolfin |

| Forte dei Marmi 12 giugno 1985 Gara 1 | Forte dei Marmi | 4 – 8 | Bassano | PalaForte |

### Finale
(1) Novara vs. (3) Bassano 1954
| Novara 15 giugno 1985 Gara 1 | Novara     | 11 – 7             | Bassano | Palasport di Novara (4000 spett.) |
| \| \| \| \| \| Mariotti ?'??" Marzella ?'??" Dal Lago ?'??" \| Marcatori \| \| \| Beniamino Battistella \| Allenatori \| António Livramento \| |            |                    |         |                                   |
| |            |                    |         |                                   |
| Mariotti ?'??" Marzella ?'??" Dal Lago ?'??"                                                                                                   | Marcatori  |                    |         |                                   |
| Beniamino Battistella | Allenatori | António Livramento |         |                                   |

| Bassano del Grappa 18 giugno 1985 Gara 2                                    | Bassano    | 3 – 4                 | Novara | PalaDolfin |
| \| \| \| \| \| António Livramento \| Allenatori \| Beniamino Battistella \| |            |                       |        |            |
|                                                                             |            |                       |        |            |
| António Livramento                                                          | Allenatori | Beniamino Battistella |        |            |

## Verdetti
| Verdetto                     | Club                                                |
| ---------------------------- | --------------------------------------------------- |
| Campione d'Italia 1984-1985  | Novara (21º titolo)                                 |
| Coppa dei Campioni 1985-1986 | Novara                                              |
| Coppa delle Coppe 1985-1986  | Pordenone                                           |
| Coppa CERS 1985-1986         | Forte dei Marmi Bassano                             |
| Retrocesse in Serie A2       | AFP Giovinazzo Marzotto Valdagno Sporting Viareggio |

### Squadra campione

#### Giocatori
Elenco completo dei giocatori tesserati.
| N° | Naz.                  | Ruolo | Sportivo                 |  |  |  |
| -- | --------------------- | ----- | ------------------------ |  |  |  |
|    | Italia (bandiera)     | P     | Paolo Asperi             |  |  |  |
|    | Portogallo (bandiera) | A     | Jaime Cardoso            |  |  |  |
|    | Italia (bandiera)     | D     | Tommaso Colamaria        |  |  |  |
|    | Italia (bandiera)     | D     | Stefano Dal Lago         |  |  |  |
|    | Italia (bandiera)     | D     | Piercarlo Ferrari (1961) |  |  |  |
|    | Italia (bandiera)     | A     | Mario Ferrari (1965)     |  |  |  |
|    | Italia (bandiera)     | D     | Piercarlo Ferrari        |  |  |  |
|    | Italia (bandiera)     | P     | Piergiorgio Givoni       |  |  |  |
|    | Italia (bandiera)     | A     | Diego Lodigiani          |  |  |  |
|    | Italia (bandiera)     | A     | Massimo Mariotti         |  |  |  |
|    | Italia (bandiera)     | D     | Fabrizio Osenga          |  |  |  |
|    | Italia (bandiera)     | P     | Alessandro Ricci         |  |  |  |

#### Staff tecnico
- Allenatore:  Beniamino Battistella
- Allenatore in seconda:
- Meccanico:

## Statistiche del torneo

### Capoliste solitarie
|    | —— | —— | —— | ——     | ——     | —— | ——    | ——     | ——     | ——     | ——  | ——     | ——     | ——     | ——     | ——     | ——  | ——     | ——     | ——     | ——     | ——     | ——     | ——     | ——  | —— |  |
|    |    |    |    | Novara | Novara |    | Forte | Novara | Novara | Novara |     | Novara | Novara | Novara | Novara | Novara |     | Novara | Novara | Novara | Novara | Novara | Novara | Novara |     |    |  |
|    |    |    |    |        |        |    |       |        |        |        |     |        |        |        |        |        |     |        |        |        |        |        |        |        |     |    |  |
|    |    |    |    |        |        |    |       |        |        |        |     |        |        |        |        |        |     |        |        |        |        |        |        |        |     |    |  |
| 1ª | 2ª | 3ª | 4ª | 5ª     | 6ª     | 7ª | 8ª    | 9ª     | 10ª    | 11ª    | 12ª | 13ª    | 14ª    | 15ª    | 16ª    | 17ª    | 18ª | 19ª    | 20ª    | 21ª    | 22ª    | 23ª    | 24ª    | 25ª    | 26ª |    |  |

### Classifica in divenire
|                  | 1ª | 2ª | 3ª | 4ª | 5ª | 6ª | 7ª | 8ª | 9ª | 10ª | 11ª | 12ª | 13ª | 14ª | 15ª | 16ª | 17ª | 18ª | 19ª | 20ª | 21ª | 22ª | 23ª | 24ª | 25ª | 26ª |
| ---------------- | -- | -- | -- | -- | -- | -- | -- | -- | -- | --- | --- | --- | --- | --- | --- | --- | --- | --- | --- | --- | --- | --- | --- | --- | --- | --- |
| AFP Giovinazzo   | 2  | 4  | 4  | 4  | 4  | 5  | 5  | 5  | 5  | 7   | 8   | 10  | 10  | 11  | 11  | 12  | 12  | 14  | 14  | 14  | 14  | 14  | 15  | 15  | 17  | 17  |
| Amatori Lodi     | 2  | 4  | 6  | 7  | 9  | 10 | 11 | 11 | 12 | 12  | 12  | 13  | 15  | 15  | 17  | 17  | 17  | 17  | 19  | 19  | 19  | 21  | 23  | 23  | 25  | 25  |
| Amatori Vercelli | 0  | 1  | 3  | 5  | 7  | 8  | 10 | 12 | 14 | 16  | 17  | 19  | 19  | 20  | 22  | 24  | 26  | 26  | 27  | 27  | 27  | 28  | 28  | 30  | 30  | 32  |
| Atl.Forte Marmi  | 2  | 2  | 4  | 6  | 8  | 10 | 12 | 14 | 14 | 14  | 16  | 16  | 17  | 19  | 20  | 22  | 24  | 24  | 26  | 27  | 29  | 31  | 33  | 35  | 37  | 39  |
| Bassano          | 2  | 3  | 4  | 6  | 8  | 9  | 9  | 11 | 11 | 13  | 15  | 17  | 19  | 20  | 22  | 24  | 26  | 28  | 28  | 30  | 30  | 31  | 31  | 33  | 33  | 35  |
| Castiglione      | 2  | 4  | 6  | 8  | 9  | 10 | 12 | 12 | 12 | 13  | 13  | 14  | 14  | 14  | 16  | 16  | 18  | 18  | 20  | 20  | 22  | 24  | 24  | 24  | 24  | 25  |
| Follonica        | 0  | 0  | 0  | 0  | 0  | 2  | 2  | 4  | 6  | 7   | 7   | 9   | 11  | 12  | 12  | 12  | 12  | 14  | 16  | 17  | 19  | 19  | 21  | 22  | 24  | 24  |
| Marzotto Vald.   | 1  | 2  | 2  | 2  | 3  | 3  | 3  | 3  | 4  | 4   | 6   | 6   | 7   | 8   | 8   | 8   | 8   | 10  | 10  | 10  | 10  | 10  | 11  | 13  | 13  | 13  |
| Monza            | 1  | 1  | 3  | 5  | 5  | 6  | 7  | 9  | 9  | 10  | 10  | 10  | 12  | 13  | 15  | 17  | 19  | 21  | 22  | 24  | 25  | 27  | 29  | 29  | 31  | 33  |
| Novara           | 2  | 4  | 6  | 8  | 10 | 11 | 11 | 13 | 15 | 17  | 19  | 19  | 21  | 23  | 25  | 26  | 28  | 28  | 30  | 32  | 34  | 34  | 34  | 36  | 38  | 39  |
| Pordenone        | 0  | 2  | 3  | 4  | 4  | 6  | 8  | 8  | 10 | 12  | 13  | 15  | 15  | 17  | 18  | 18  | 20  | 22  | 22  | 24  | 25  | 27  | 27  | 29  | 29  | 31  |
| Reggiana         | 0  | 1  | 1  | 1  | 2  | 3  | 5  | 5  | 7  | 7   | 8   | 8   | 9   | 9   | 9   | 11  | 11  | 13  | 13  | 15  | 17  | 17  | 19  | 19  | 19  | 21  |
| Roller Monza     | 0  | 0  | 0  | 0  | 1  | 1  | 3  | 3  | 5  | 5   | 7   | 9   | 10  | 10  | 10  | 12  | 12  | 12  | 14  | 15  | 17  | 19  | 21  | 22  | 24  | 24  |
| Sporting Viar.   | 0  | 0  | 0  | 0  | 0  | 0  | 0  | 2  | 2  | 3   | 3   | 3   | 3   | 5   | 5   | 5   | 5   | 5   | 5   | 6   | 6   | 6   | 6   | 6   | 6   | 6   |

### Record squadre
- Maggior numero di vittorie: Atl. Forte dei Marmi e Novara (18)
- Minor numero di vittorie: Sporting Viareggio (2)
- Maggior numero di pareggi: Marzotto Valdagno e Monza (7)
- Minor numero di pareggi: Sporting Viareggio (2)
- Maggior numero di sconfitte: Atl. Forte dei Marmi e Novara (5)
- Minor numero di sconfitte: Sporting Viareggio (22)
- Miglior attacco: Novara (155 reti realizzate)
- Peggior attacco: Sporting Viareggio (64 reti realizzate)
- Miglior difesa: Monza (67 reti subite)
- Peggior difesa: Sporting Viareggio (170 reti subite)
- Miglior differenza reti: Novara (+62)
- Peggior differenza reti: Sporting Viareggio (-106)

### Classifica marcatori
| Gol |  |  | Giocatore         | Squadra |
| --- |  |  | ----------------- | ------- |
| 61  |  |  | Giuseppe Marzella | Novara  |